# ヘイズ (気象)

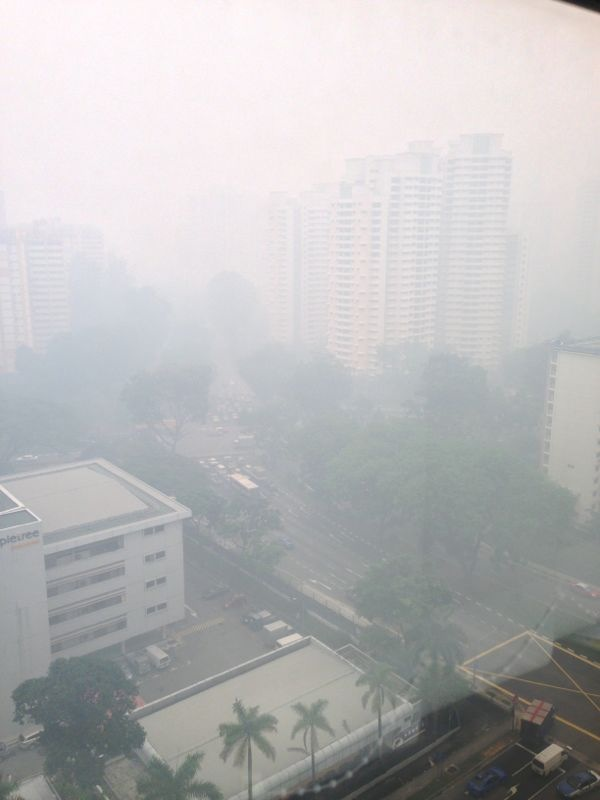
シンガポールのヘイズ

ヘイズ（英語: haze）とは、現代の気象用語としては、乾いた微粒子の浮遊により視界が悪くなる煙霧を意味する英語だが、伝統的には微粒子により視界が悪くなる現象全般をいう。分野により、以下のような用法がある。
- 航空気象では、写真やビデオなどの航空撮影で、5キロメートル以下の視程では「ヘイズで今日はダメだ」などと使われる。
- 惑星科学では、他の天体の高層大気にある煙霧状のものを、詳細な特性を問題にせずヘイズと呼ぶ。

なお、東南アジアにおいて越境汚染として問題となっている煙霧について、日本語文献では「ヘイズ」と呼ぶ場合があるため、この項目で解説する。

## 東南アジアのヘイズ問題

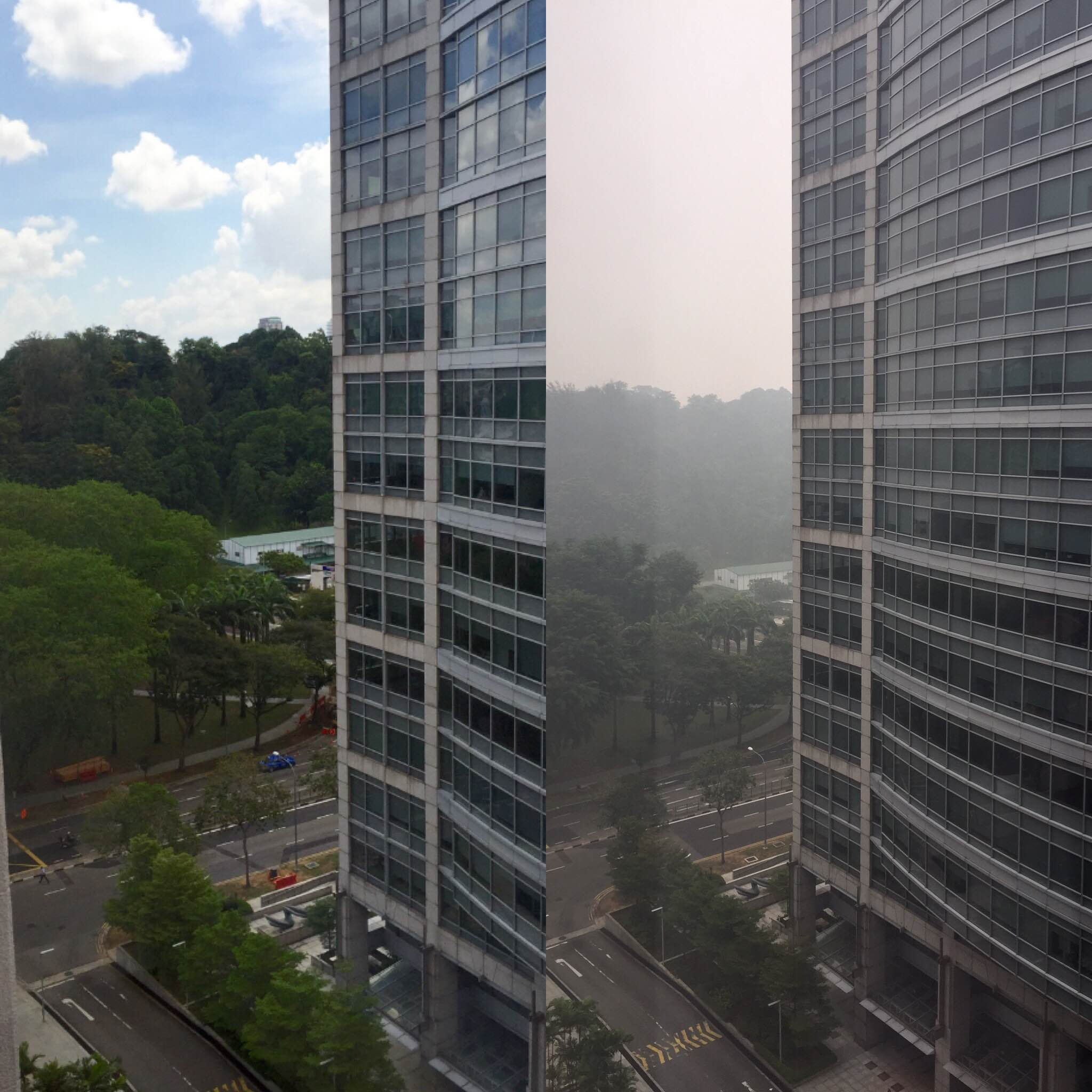
シンガポールのヘイズの様子。左が4月初旬、右が9月下旬いずれも正午頃の写真。

インドネシアを中心とする東南アジアでは、熱帯雨林の火災や泥炭火災の煙が大規模な煙霧となって周辺国にまで広がる越境大気汚染問題が1980年代から発生し、年々深刻化している。
最も古い越境汚染の例として、1972年にインドネシアの森林火災の煙が近隣のシンガポールに達した例がある。その後、1980年代にも何度か越境汚染が発生した。1997年には、1000万ヘクタール近くの大規模な火災と、エルニーニョ現象に伴う乾燥が原因となって過去最大規模の煙霧が発生、インドネシア、ブルネイ、マレーシア、フィリピン、シンガポール、タイの6か国に影響が及んだ。その後も2006年、2013年、2015年にも大規模な煙霧が越境汚染を引き起こしている。
煙の中には微小粒子状物質であるPM2.5やPM10、SO2、NO2、CO、O3などの有害物質を含む。なかでも粒子の細かいPM2.5による健康被害の影響が大きく、周辺国の間では広く問題視されている。
2015年は特にひどいヘイズが起き、各国が非常事態宣言を出す事態にまで発展した。

### 原因

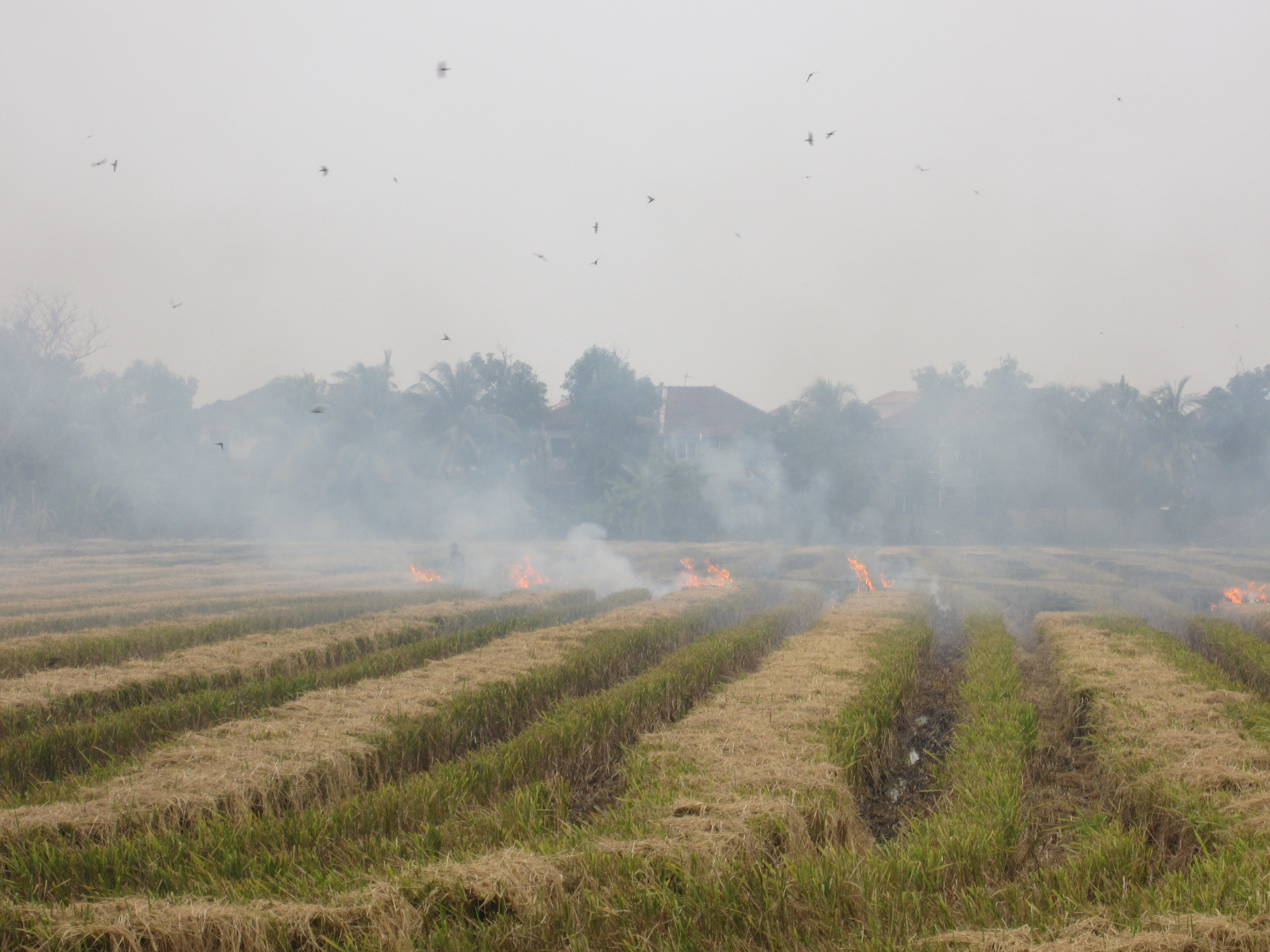
マレーシアの田んぼで行われている野焼き。この煙がヘイズの主な原因である

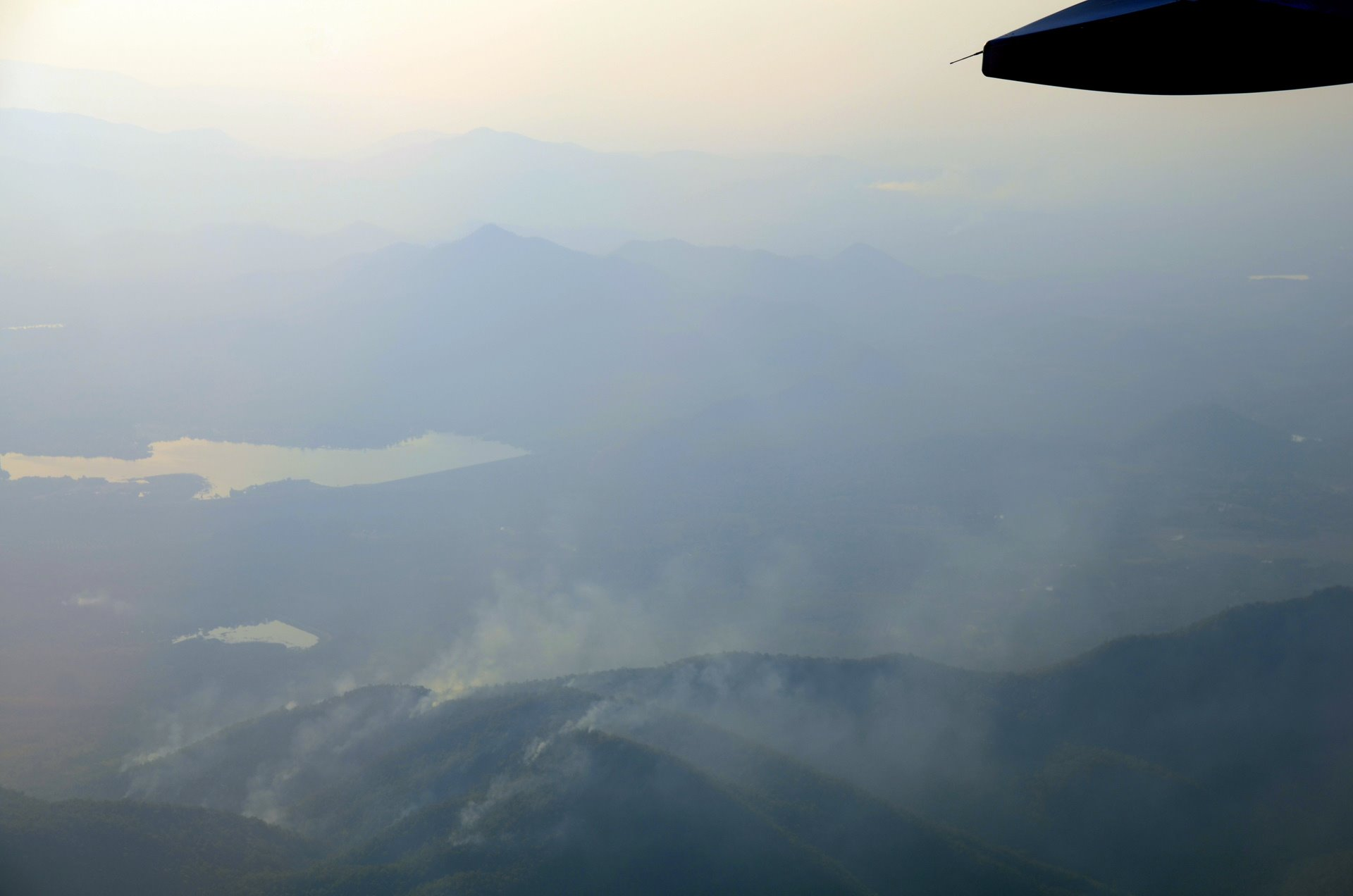
飛行機から撮影されたタイの野焼き(山焼き)

#### 直接的原因
インドネシア、タイ、マレーシアなど東南アジア各国おけるプランテーションでの野焼きや森林火災により発生した煙が主な原因である。この煙がモンスーンの風に乗って周辺国に渡る。人為的な着火による処理の対象としては、パームヤシ農園や、製紙用パルプ材の植林地などでの残渣が主である。インドネシアにおける大手パーム油企業に対する野焼き規制は強化されているが、2015年現在、ヘイズそのものに改善の兆しが見られないのが実情である。

#### 間接的原因
プランテーションに関連する土地保有、貧困、人口増加問題、移民問題などが挙げられる。これは人口増加に伴う農地確保の中で、焼畑が最も経済的な開発方法となっている背景もある（人手をかけた伐採活動が不要であり、延焼後の灰は農作物の栄養となることが主な理由）。また政府の規制が及ばない背景として、インドネシアは伝統的に地方政府が強く、中央政府とのコミュニケーションや政策の導入に障壁があり、結果として遠隔地へのガバナンスの脆弱性をもたらしている。
また気象条件としては、東南アジア地域の乾季における湿度や降雨量が影響し、短期的にはエルニーニョ現象、長期的には気候変動が背景にあるとされる。

### 影響と被害

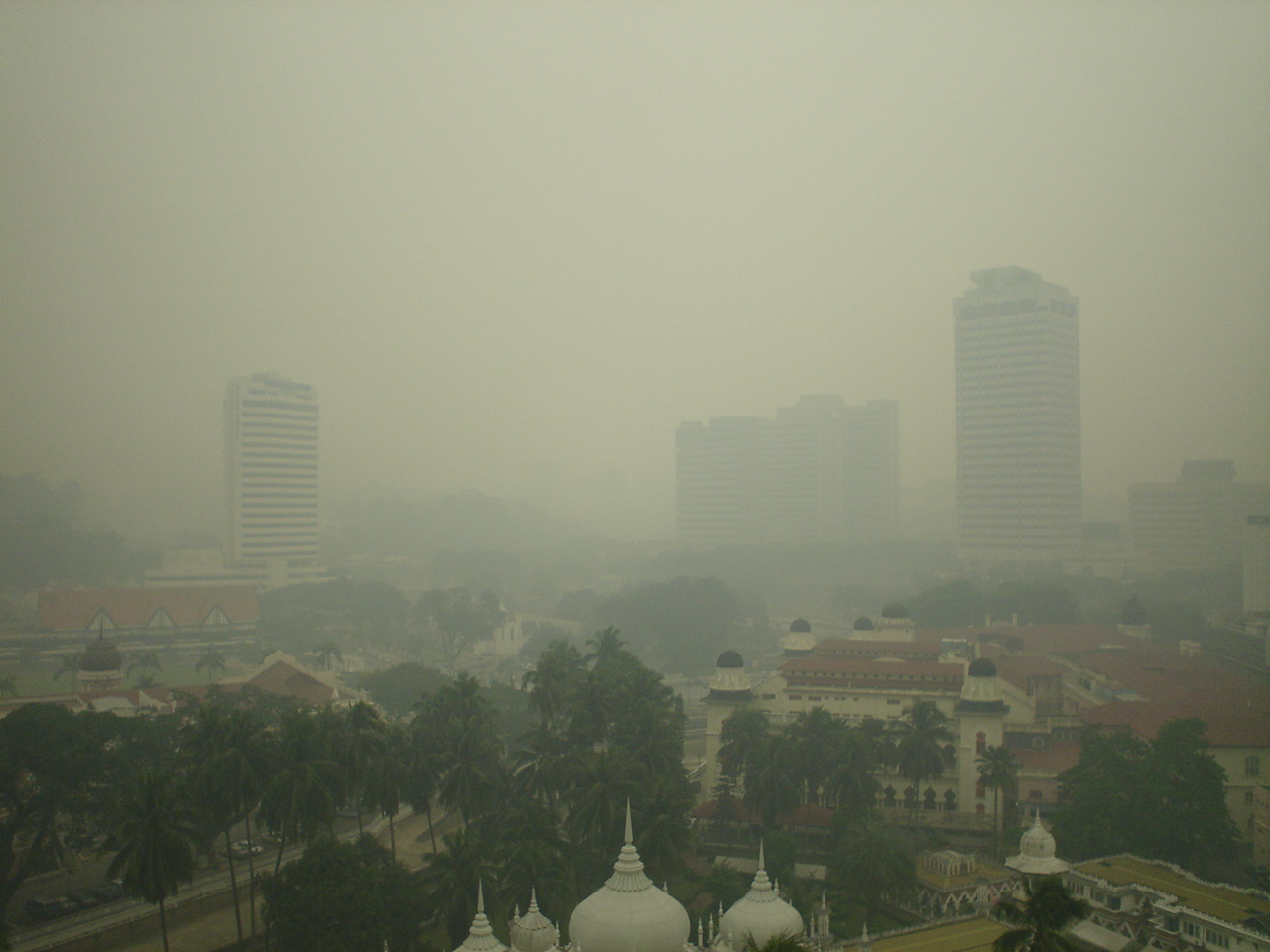
マレーシアのクアラルンプールのスモッグ

上述の原因により、発生した灰や煙がシンガポールやマレーシアなど周辺諸国に流れることにより、煙害の影響を及ぼしている。街中は濃いもやがかかったようになり、視界が悪くなり独特の焦げたような臭いが充満する。2013年、2015年にはWTOやシンガポール政府が定める基準値を大幅に超える傾向が見られた。

#### 健康被害
ヘイズは人体に対して深刻な被害を及ぼす危険性がある。目、鼻、喉などの粘膜や、皮膚のかゆみ、気管から肺などの呼吸器系や循環器系への健康被害が報告されている。特にぜんそくや心臓疾患がある場合は注意が必要であると、外務省・現地日本大使館から案内されている。2015年には、インドネシアなどで子供を含む21人の死亡が確認されている。

#### 環境被害

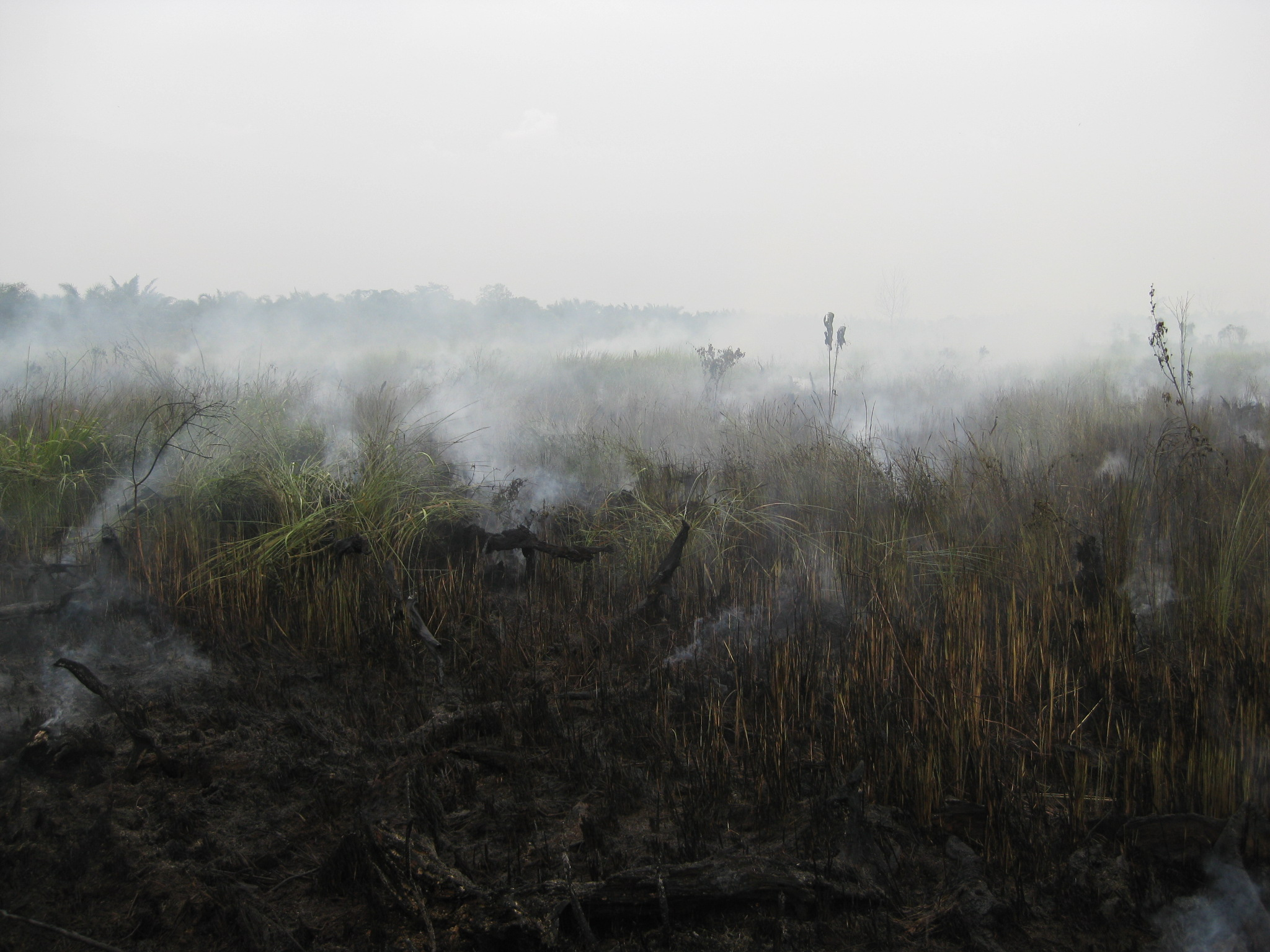
マレーシアの泥炭地火災

ヘイズの原因となる野焼き、森林火災そのものがもたらすCO2排出量により、深刻な影響を与える。世界環境研究所（WRI）の調査により、インドネシアの火災によって排出される1日あたりの温室効果ガスの量が、米国全土における活動によって排出される量を超えるという日が続いたことが判明した。2015年はニュージャージー州の面積に匹敵する210万ヘクタールの大規模な森林火災があった。

#### 経済損失

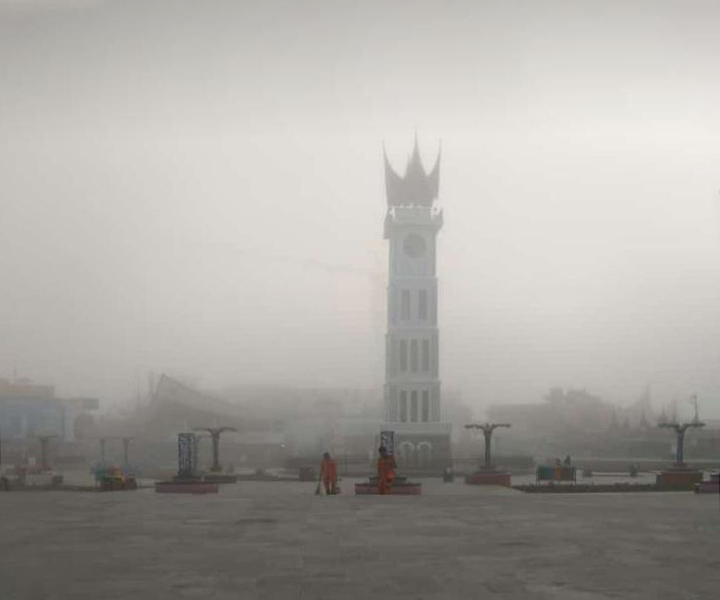
2019年のインドネシア・スマトラのスモッグ

ヘイズは近隣諸国であるシンガポール、マレーシア、ブルネイなどにおいて、ホテルなどの観光業や外食産業などに打撃を与える。1997年にはヘイズが約3か月続いたことにより、航空機の運航停止、医療費、商業活動への打撃など、総被害額は当時90億ドルに達したと推定されている。その他イベントやアトラクションへの入場参加者の減少、医療費の増加などが発生する。これにより、一部のエコノミストは、ヘイズの期間によってシンガポールのGDPを0.1から0.4%押し下げると見積もった。
また主要な交通インフラでも視界を確保して安全な移動を行ううえで大きな影響を与える。船舶ではマラッカ海峡など主要なシーレーンで速度を落として運航する必要がある。航空でも2015年9月、キャンセルなどが相次ぎ、ガルーダ・インドネシア航空はヘイズの被害がある地域などへのフライト計449便を欠航した。これらの影響で約90億米ドルの被害額が算出されている。

#### 汚染指標
例年インドネシアが乾季に入る9月前後に発生することが多く、2013年6月には大気汚染指数（PSI）で危険レベルの400を超え、シンガポール観測史上最悪の記録に達した。シンガポールの環境省 (National Environmental Agency) では、ホームページやアプリなどで毎時間エリア毎にPSI値を公表している。なおマレーシアでは、API値（Air Pollution Index）という大気汚染指数が使われている。シンガポールでは、2014年からPM2.5がPSI指標の中に含み入れられた。専門家の中には、「より健康被害の危険度が高いPM2.5の単独指標を、PSIよりも重視して対策の参考にするべきである」という意見もある。
| 色   | 指数      | カテゴリ（健康影響）                   |
| ---- | --------- | -------------------------------------- |
| 緑   | 0 - 50    | Good（良い）                           |
| 青   | 51 - 100  | Moderate（並）                         |
| 黄   | 101 - 200 | Unhealthy（健康に良くない）            |
| 橙   | 201 - 300 | Very Unhealthy（極めて健康に良くない） |
| 赤色 | 301 - 500 | Hazardous（危険）                      |

### 対策

#### 予防・対処方法
一般にヘイズが悪化している時は、不要不急な屋外活動を極力控えることが勧められる。そのうえで、こまめな水分補給、手洗い、うがい、シャワー、N95マスクの着用、禁煙、加湿器および空気清浄機の使用などが求められ、必要に応じて医療機関を受診して処方薬を受けることが推奨されている。ベスト電器はシンガポールで9月の空気清浄機の売上げ台数が前年同月比で3倍に跳ね上がったという。なお、毎年同じ時期に域内で需要が集中するにもかかわらず、シャープはプラズマクラスターの空気清浄機や交換フィルターなどを品切れにより供給できていない。

#### 政府の措置
国際協力（ASEAN、REDDによる外交手段）
東南アジア諸国連合（ASEAN）に加盟する10か国は、2002年に越境煙霧汚染ASEAN協定を締結（2003年発効）し、国家間の情報提供や防止策を取り決めた。ただ、ヘイズの最大排出国であるインドネシアは長らく条約を批准せず、2015年1月にようやく批准した。
条約では、ヘイズ汚染の原因となる行動に対する罰金などを定めている。しかしながらインドネシア関連企業には是正の動きはなく、2015年もPSIの値は変わらず高い水準で事態に改善はみられなかった。
またシンガポールやマレーシアは、インドネシア政府に消火など実効的な支援活動を申し出たが、インドネシアのシティ・ヌルバヤ環境・林業相からは「インドネシア独自に対処できる。支援は必要ない」などとして数回断られている。このようにヘイズ対策に対して協力的でないインドネシア政府に対しては、ASEANをはじめ各国から早期の改善実行が求められている。
2015年10月、インドネシアはようやく方針転換し、シンガポールからの支援を受けると表明、同国からの人工降雨とヘリコプターによる放水作業を受け入れることを承諾した。同時期にマレーシア政府も消火用にボンバルディア製CL-415を飛行させた。またオーストラリアもロッキード製L-100を送る予定。ロシアもこれに続く形でBe-200ES機による消火活動に支援を送り、多国籍で消火活動に取り組む形となった。
原因企業への対応

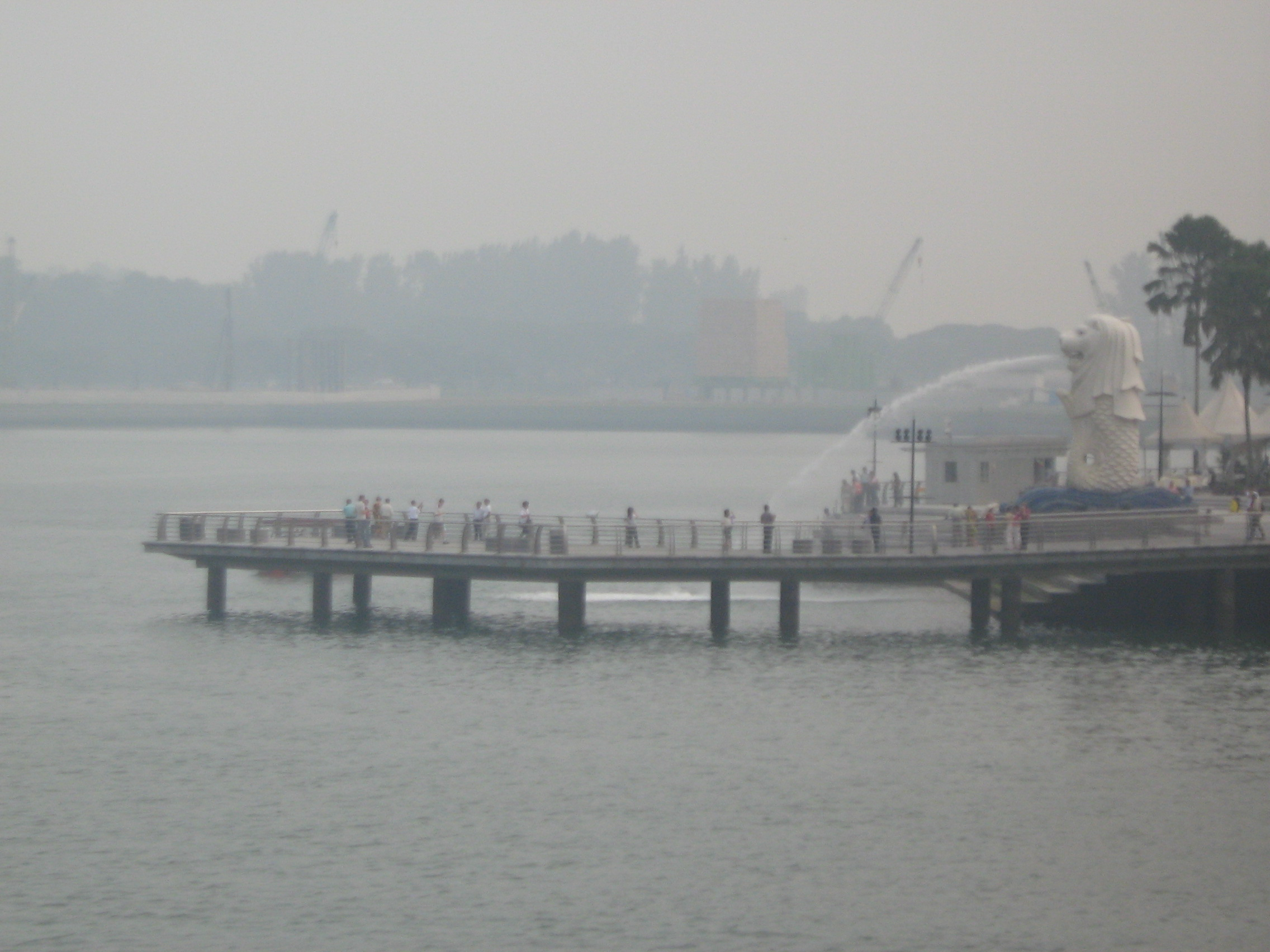
スモッグの中のマーライオン

シンガポール環境評議会（SEC）は、不買運動の一環として、小売業界に紙製品のプランテーション企業であるアジア・パルプ・アンド・ペーパー（APP）など計5社からの製品を扱わないよう要請した。これらのメーカーから仕入れた製品や原材料を使わない宣誓書を提出しなければ、環境認証マークを外すと宣告している。これにより、国内スーパーマーケット最大手のNTUCフェアプライス、シェン・ション、プライム・スーパーマーケットはAPP社製品を陳列棚から外した。また小売店のガーディアン、セブン・イレブン、ジャイアントなどを展開するデアリー・ファームはAPP製品の在庫補充を停止した。扱い停止による損害は数百万ドルと見込まれる。
こうした紙・パルプ企業からの調達を自粛する企業を"haze-free"と称して、シンガポール政府はWeb上でリストを公表している。
またシンガポール銀行協会も「責任ある融資」の指針をまとめ、近く発表する。DBS、OCBC、UOB銀行などが検討中である。ヘイズ原因企業を融資面で冷遇するなど、圧力をかける内容になる見通し。インドネシア政府はプランテーション企業300社以上を調査し、83人を逮捕したと公表している。
福利厚生
2015年9月、シンガポールでPSI値が全国的に「危険」レベルとされる300を超え、同国教育省（MOE）の判断により日本人学校を含む小・中学校が急遽休校となった。また労働省（MOM）も、雇用者に対してガイドラインを発表しており、ヘイズに関する積極的な情報収集を常に行ったうえ、従業員に対して防護措置の準備や屋外作業に対する指導を行うことを促した。
同年10月、マレーシアでも同国内の大気汚染指数（API）観測地点の約半数で、APIが「不健康」を示し、首都クアラルンプールを含む6地点では、「非常に不健康」レベルに達した。これを受けて、同年10月5・6・19日、マレーシア政府はほぼ全ての公立学校を休校とした。同国最大規模のマラソン大会や地域の他の主要なスポーツ大会は、参加者の健康を考慮して中止となった。またマレーシア政府は、今回の需要拡大に乗じてマスクの値段を吊り上げないように指導している。